# Nicaraguas departement

Nicaraguas 15 departement och 2 autonoma regioner.

Nicaragua är indelat 15 departement (departamentos) och två autonoma regioner (regiones autónomas). Dessa består i sin tur av mellan 4 och 13 kommuner (municipios) var, med totalt 153 kommuner i hela landet. 

## Historia
När Nicaragua blev självständigt 1838 delades landet upp i fyra departement, vid namn Occidental (västra), Oriental (östra), Septentrión (norra) och Meridional (södra). Tjugo år senare, år 1858, skapades det istället sju departement. Occidental delades upp i Chinandega och León, Oriental blev delat i Granada och Chontales, Septentrión delades och blev Nueva Segovia och Matagalpa, medan Meridional döptes om till Rivas.
Nya departement har sedan skapats med ojämna mellanrum. Departementen Managua och Masaya bröts ut ur Granada år 1875 respektive 1883. År 1891 skapades tre nya departement, då Jinotega bröts ut ur Matagalpa, Estelí bröts ut ur Nueva Segovia och Carazo bröts ut ur Granada. När Miskitokusten blev en del av Nicaragua 1894 inkorporerades det som ett nytt departement vid namn Zelaya, namngivet efter landets dåvarande president José Santos Zelaya. År 1936 blev Boaco ett självständigt departement efter att tidigare ha tillhört Chontales, samtidigt som Madriz bröts ut ur Nueva Segovia. Departementet Río San Juan bildas 1949 som en utbrytning från Chontales tillsammans med kommunen San Juan del Norte. Slutligen delades Zelaya departementet i två delar år 1986 för att bilda de autonoma regionerna Atlántico Norte och Atlántico Sur. Dessa döptes senare om till Región Autónoma de la Costa Caribe Norte respektive Región Autónoma de la Costa Caribe Sur.

## Nicaraguas departement och autonoma regioner
|  | Karta | Departement                         | Huvudstad  | Kommuner | Invånare (2005) | Yta (km²) | Inv/km² | Känt för                                                |
|  | ----- | ----------------------------------- | ---------- | -------- | --------------- | --------- | ------- | ------------------------------------------------------- |
|  |       | Boaco                               | Boaco      | 6        | 150 636         | 4 177     | 36      | Boskapskötsel Agavehattar Ost                           |
|  |       | Carazo                              | Jinotepe   | 8        | 166 073         | 1 081     | 154     | Traditionella danser Sandstränder Munkar                |
|  |       | Chinandega                          | Chinandega | 13       | 378 970         | 4 822     | 79      | Vulkaner Sockerrör Hamn                                 |
|  |       | Chontales                           | Juigalpa   | 10       | 182 000         | 6 481     | 24      | Boskapskötsel Grottor Nuestra Señora de Cuapa           |
|  |       | Costa Caribe Norte (autonom region) | Bilwi      | 8        | 314 130         | 33 106    | 10      | Miskitoindianer Gruvor Cayos Miskitos                   |
|  |       | Costa Caribe Sur (autonom region)   | Bluefields | 12       | 306 510         | 27 260    | 11      | Kreoler Corn Island Majstångsfestival                   |
|  |       | Estelí                              | Estelí     | 6        | 201 548         | 2 230     | 90      | Cigarrer Stenskulpturer Gitarrmusik                     |
|  |       | Granada                             | Granada    | 4        | 168 186         | 1 040     | 162     | Kolonial arkitektur Turister Isletas de Granada         |
|  |       | Jinotega                            | Jinotega   | 8        | 331 335         | 9 222     | 36      | Vattenfall Kaffe Laguna de Apanás                       |
|  |       | León                                | León       | 10       | 355 779         | 5 138     | 69      | Katedralen Vulkaner Universitet                         |
|  |       | Madriz                              | Somoto     | 9        | 132 459         | 1 708     | 78      | Somotokanjonen Hemslöjd Musiker                         |
|  |       | Managua                             | Managua    | 9        | 1 262 978       | 3 465     | 365     | Huvudstad Kratersjöar Jordbävningar                     |
|  |       | Masaya                              | Masaya     | 9        | 289 988         | 611       | 475     | Hemslöjd Laguna de Apoyo Masayavulkanen                 |
|  |       | Matagalpa                           | Matagalpa  | 13       | 469 172         | 6 804     | 69      | Kaffe Ekoturism Molnskog                                |
|  |       | Nueva Segovia                       | Ocotal     | 12       | 208 523         | 3 491     | 60      | Revolutionärer Tallskog Pumor                           |
|  |       | Río San Juan                        | San Carlos | 6        | 95 596          | 7 541     | 13      | Floden Río San Juan Solentinameöarna Fortet El Castillo |
|  |       | Rivas                               | Rivas      | 10       | 156 283         | 2 162     | 72      | Ön Ometepe Surfing Papaya                               |

## Befolkningsutveckling
Nicaraguas befolkning har ökat kraftigt i hela landet under de senaste hundra åren, med mer en tiodubbling för landet som helhet från 1920 till 2023. Ökningen har varit speciellt stor i huvudstaden Managua och i landets norra och östra delar: Nueva Segovia, Jinotega, Costa Caribe Norte, Costa Caribe Sur och Río San Juan. Siffrorna för 2012 och 2023 är uppskattningar, medan de tidigare siffrorna är baserade på folkräkningarna 1906, 1920, 1940, 1950, 1963, 1971, 1995 och 2005.
| Departement        | 1906    | 1920    | 1940    | 1950      | 1963      | 1971      | 1995      | 2005      | 2012      | 2023      |
| ------------------ | ------- | ------- | ------- | --------- | --------- | --------- | --------- | --------- | --------- | --------- |
| Boaco              | 26 737  | 35 723  | 40 365  | 50 039    | 71 615    | 69 187    | 136 949   | 150 636   | 174 682   | 188 809   |
| Carazo             | 27 110  | 32 059  | 40 624  | 52 138    | 65 888    | 71 134    | 149 407   | 166 073   | 186 898   | 200 894   |
| Chinandega         | 35 722  | 47 583  | 68 660  | 81 836    | 128 624   | 155 286   | 350 212   | 378 970   | 423 062   | 445 784   |
| Chontales          | 26 214  | 35 825  | 38 831  | 50 529    | 75 575    | 68 802    | 144 635   | 153 932   | 182 838   | 193 827   |
| Costa Caribe Norte | 17 734  | 21 379  | 27 525  | 32 936    | 44 992    | 54 988    | 192 716   | 314 130   | 453 540   | 563 088   |
| Costa Caribe Sur   | 16 115  | 17 731  | 25 724  | 34 791    | 43 971    | 90 520    | 272 252   | 306 510   | 369 254   | 434 270   |
| Estelí             | 23 355  | 30 515  | 38 023  | 43 742    | 69 257    | 79 164    | 174 894   | 201 548   | 220 704   | 233 077   |
| Granada            | 28 093  | 34 035  | 38 947  | 48 732    | 65 643    | 71 102    | 155 683   | 168 186   | 200 991   | 219 244   |
| Jinotega           | 21 979  | 27 205  | 36 725  | 48 325    | 76 935    | 90 640    | 257 933   | 331 335   | 417 372   | 499 289   |
| León               | 90 237  | 78 300  | 94 631  | 123 614   | 150 051   | 166 820   | 336 894   | 355 779   | 404 470   | 426 850   |
| Madriz             | 19 490  | 25 585  | 28 689  | 33 178    | 50 229    | 53 423    | 107 567   | 132 459   | 158 020   | 181 328   |
| Managua            | 48 204  | 74 696  | 120 202 | 161 513   | 318 826   | 485 850   | 1 093 760 | 1 262 978 | 1 448 271 | 1 585 801 |
| Masaya             | 33 599  | 40 386  | 54 742  | 72446     | 76 580    | 92 152    | 241 354   | 289 988   | 348 254   | 409 265   |
| Matagalpa          | 44 290  | 78 226  | 111 201 | 135 401   | 171 465   | 168 139   | 383 776   | 469 172   | 542 420   | 513 262   |
| Nueva Segovia      | 13 251  | 16 439  | 21 818  | 25 988    | 45 900    | 65 784    | 148 492   | 208 523   | 243 014   | 282 800   |
| Río San Juan       | 4 173   | 6 985   | 7 547   | 9 089     | 15 676    | 20 832    | 70 143    | 95 596    | 122 666   | 140 786   |
| Rivas              | 25 546  | 31 090  | 35 577  | 45 314    | 64 361    | 74 129    | 140 432   | 156 283   | 174 589   | 185 514   |
| Hela Landet        | 501 849 | 633 622 | 829 831 | 1 049 611 | 1 535 588 | 1 877 952 | 4 357 099 | 5 142 098 | 6 071 045 | 6 733 763 |